# تيري وايت (فيزيائي)
تيري وايت (بالإنجليزية: Terry Wyatt)‏ هو فيزيائي بريطاني، ولد في 29 يونيو 1957.